# Полоцко войводство
Полоцкото войводство (на полски: Województwo połockie, на латински: Palatinatus Polocensis) е административно-териториална единица в състава на Великото литовско княжество и Жечпосполита. Административен център е град Полоцк, а от 1773 година град Ушач.
Войводството възниква около 1500 година като резултат от преобразуването на Полоцкото княжество. Територията му не е разделена на повяти. В Сейма на Жечпосполита е представено от двама сенатори (войводата и кастелана) и двама депутати.
В резултат на първата подялба на Жечпосполита (1772) северната част на войводството с градовете Полоцк и Шебеж е анексирана от Руската империя. Държавната администрация се мести в град Ушач. При втората подялба на Жечпосполита (1793) и останалата му територия е анексирана от Русия.